# Brown County (Illinois)
Das Brown County ist ein County im US-amerikanischen Bundesstaat Illinois. Im Jahr 2010 hatte das County 6937 Einwohner und eine Bevölkerungsdichte von 8,8 Einwohnern pro Quadratkilometer. Der Verwaltungssitz (County Seat) ist Mount Sterling.

## Geografie
Das County liegt im Westen von Illinois und hat eine Fläche von 796 Quadratkilometern, wovon vier Quadratkilometer Wasserfläche sind. Die östliche Grenze verläuft entlang des Illinois River, die nordöstliche entlang des Lamoine River. An das Brown County grenzen folgende Nachbarcountys:
|              | Schuyler County |               |
| Adams County |                 | Cass County   |
|              | Pike County     | Morgan County |

## Geschichte

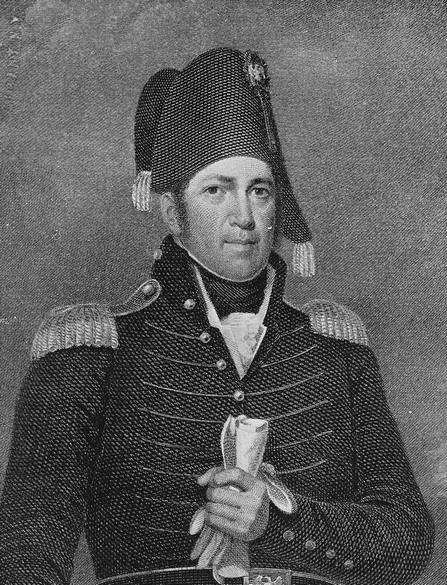
Jacob Brown

Das Brown County wurde am 1. Februar 1839 aus Teilen des Schuyler County gebildet. Benannt wurde es nach Jacob Brown (1775–1828), einem General, der im Krieg von 1812 kämpfte und für seine Verdienste mit der Ehrenmedaille in Gold ausgezeichnet worden war.

Am 8. März 1839 wurden durch ein Großfeuer alle eingelagerten Dokumente vernichtet. Die erste Schule wurde 1852 eingerichtet.

## Demografische Daten
Nach der Volkszählung im Jahr 2010 lebten im Brown County 6937 Menschen in 2148 Haushalten. Die Bevölkerungsdichte betrug 8,8 Einwohner pro Quadratkilometer.
Ethnisch betrachtet setzte sich die Bevölkerung zusammen aus 76,1 Prozent Weißen, 18,5 Prozent Afroamerikanern, 0,2 Prozent amerikanischen Ureinwohnern, 0,2 Prozent Asiaten sowie aus anderen ethnischen Gruppen; 0,6 Prozent stammten von zwei oder mehr Ethnien ab. Unabhängig von der ethnischen Zugehörigkeit waren 5,8 Prozent der Bevölkerung spanischer oder lateinamerikanischer Abstammung.
In den 2.148 Haushalten lebten statistisch je 2,09 Personen.
16,1 Prozent der Bevölkerung waren unter 18 Jahre alt, 71,5 Prozent waren zwischen 18 und 64 und 12,4 Prozent waren 65 Jahre oder älter. 35,9 Prozent der Bevölkerung war weiblich.

Das jährliche Durchschnittseinkommen eines Haushalts lag bei 42.134 USD. Das Prokopfeinkommen betrug 16.866 USD. 15,9 Prozent der Einwohner lebten unterhalb der Armutsgrenze.

## Orte im County
City
- Mount Sterling

Villages
- Mound Station
- Ripley
- Versailles

## Gliederung
Das Brown County ist in neun Townships eingeteilt:
| Township                | Einwohner (2010) | FIPS     |
| ----------------------- | ---------------- | -------- |
| Buckhorn Township       | 98               | 17-09291 |
| Cooperstown Township    | 311              | 17-16262 |
| Elkhorn Township        | 346              | 17-23308 |
| Lee Township            | 326              | 17-42561 |
| Missouri Township       | 143              | 17-49685 |
| Mount Sterling Township | 4673             | 17-51167 |
| Pea Ridge Township      | 188              | 17-58330 |
| Ripley Township         | 102              | 17-64187 |
| Versailles Township     | 750              | 17-77733 |